# Srdce Pikangovo
Srdce Pikangovo je opera (podle označení autorů „čínské drama“) o jednom jednání, Op. 51, českého skladatele Gustava Rooba na vlastní libreto přejímající takřka nezměněnou stejnojmennou dramatickou báseň českého básníka Julia Zeyera z roku 1884. Opera Srdce Pikangovo byla napsána roku 1907 a premiéru měla 14. srpna 1918 v Městském divadle Královských Vinohrad.

## Vznik, charakteristika a historie
Skladatel Gustav Roob napsal řadu hudebně dramatických děl, z nichž některé byly vyznamenány různými cenami, s jejich uváděním však neměl štěstí: napsal sedm oper, než byla vůbec uvedena první z nich. Srdce Pikangovo byla v pořadí třetí Roobova opera (po operách V temnotách duše a Skaláci). Podobně jako jiná díla Julia Zeyera měla jeho dramatická báseň Srdce Pikangovo exotický a mystický námět, odpovídající dobové atmosféře (Zeyer patřil k nejvíce zhudebňovaným autorům), bylo ji možné zhudebnit bez velkých úprav, měla vhodný rozměr pro operu o jednom dějství bez velkých inscenačních nároků a navíc Zeyer již byl po smrti, takže nemohl k využití básně odmítnout svolení. Podle dohadů některých recenzentů vznikla tato opera pod vlivem Straussovy Salome (1905).
Srdce Pikangovo bylo napsáno roku 1907, u Národního divadla však s nimi Roob nepochodil. Operu nakonec přijala k nastudování zpěvohra Městského divadla Královských Vinohrad, respektive její hudební ředitel Ludvík Vítězslav Čelanský, a ohlásila její uvedení v sezóně 1913/1914 společně s dalšími dvěma Roobovými aktovkami Skaláci a Host. Z nich však vinohradská zpěvohra nakonec uvedla jen Srdce Pikangovo, a to se značným zpožděním až roku 1918.
Přes tíživou materiální situaci na konci války byla inscenace vinohradské zpěvohry připravena s velkou péčí; večerní program přitom doplňovala Bizetova orientální operní aktovka Džamilé. Z účinkujících se vyznamenali Vladimír Wuršer jako Pikang a Božena Petanová jako Takia, nejdnoznačně byl hodnocen výkon orchestru pod vedením druhého kapelníka Karla Nedbala (zatímco první kapelník Otakar Ostrčil dirigoval Džamilé), chválu zato sklidila Wuršerova režie i výprava po vzoru vyvýšeného čínského jeviště A. V. Hrsky. Autor byl při premiéře odměněn hojným potleskem i květinovými dary.
Kritiky v tisku se ve svém hodnocení vcelku shodovaly. Poukazovaly na nedramatičnost libreta, které je spíše filozofickou rozpravou, zatímco dramatické události – včetně samotného klíčového zázraku s Pikangovým srdcem – se odehrávají mimo scénu a je o nich jen vypravováno. Roob jen občas dokázal uhodit na „dramatický nerv“ a chudostí dramatických momentů „valně ztracen ovšem i účin díla“. Opačný názor však zastával např. recenzent Práva lidu: „…toto libretto, jež je stejně krásnou dramatickou básní, jako nemožným operním útvarem, dovedl svou hudbou skutečně oživiti a zdramatisovati. Gustav Roob ukázal se být skladatelem pravé muzikantské krve, jemné literární kultury i skutečným hudebním dramatikem. Dovedl překonati Zeyerova blankversu, zdolal jakž takž i orientální, polo filosofický, polo poetický naturel libreta, dovedl vytvořiti uzavřený a stylový operní celek.“

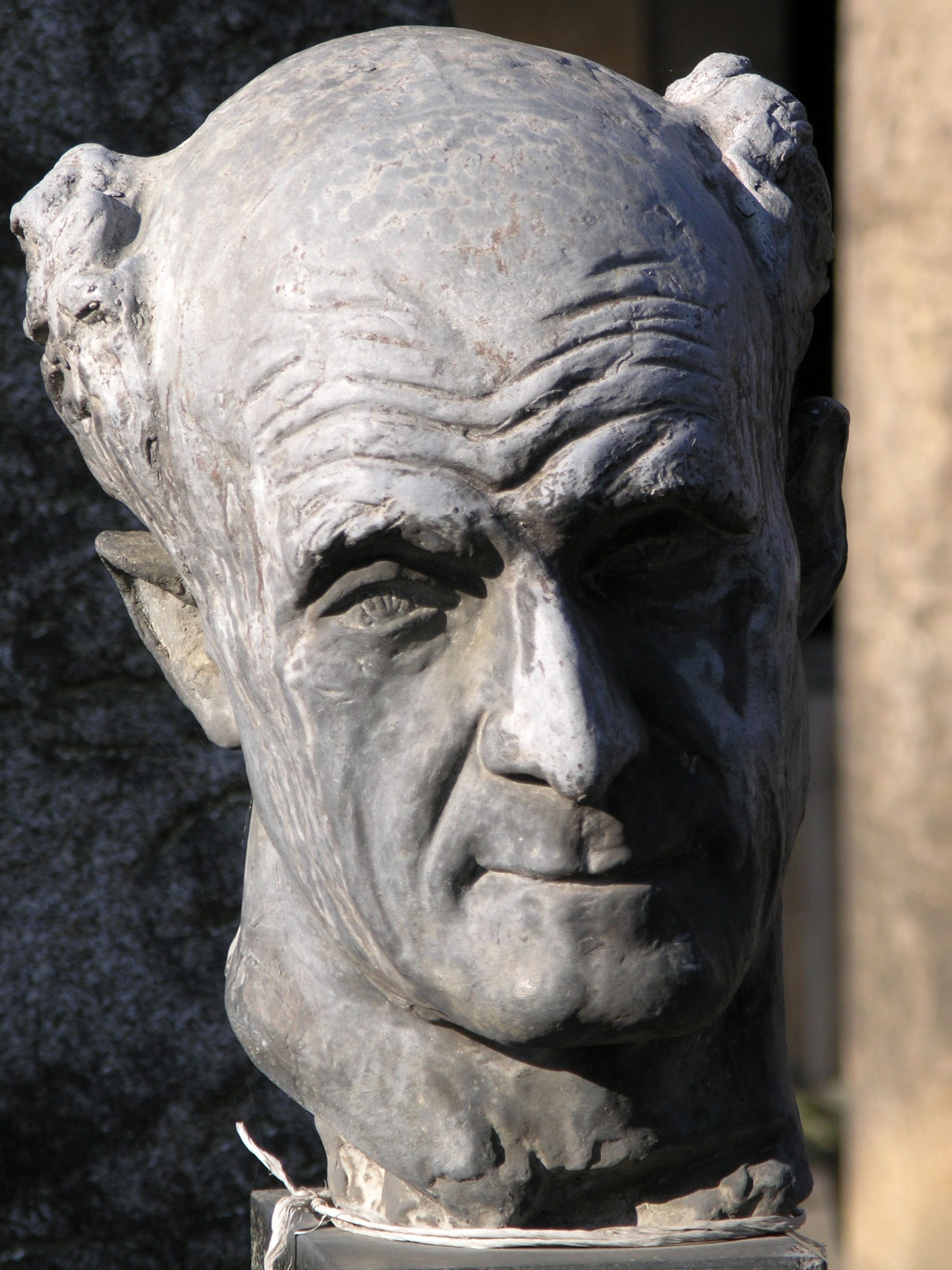
Karel Nedbal, dirigent premiéry opery Srdce Pikangovo – náhrobní sochařský portrét

Zeyerovu předlohu opatřil Roob, dle recenzenta v Topičově sborníku, „hudbou dobrou, která sice nepomáhá k úspěchu pronikavému, ale celkem je přiléhavá a výmluvná“; podle Adolfa Piskáčka je „střižena moderně“. Roobovi zjevně více vyhovoval tón lyrický než dramatický, nepokoušel se vyjádřit ani symbolismus předlohy, ani nějak hudebně vystihnout exotické orientální prostředí. Adolf Piskáček psal: „V jeho práci převládá spíše lyrika způsobu Pucciniova, měkká, lahodná, ale místy příliš zřejmě nepůvodní. Látka Zeyerova vyžadovala v určitých výjevech naprosté hudební dravosti a z toho plyne hudební charakterová nezřetelnost častých míst.“ „Nezachytil vždy slov v jejich náladě a zaostření.“
Právě nedostatek výrazovosti a charakteristiky postav vyčítal Roobovi jeden z nejkritičtějších recenzentů, Otakar Zítek v Hudební revue: „Roob se nesnažil poznat své osoby, aby jim rozuměl, aby je znal až do nejtajnější skuliny srdce. Neměl ani fantasii, aby jim dal jejich zvláštní mluvu a jejich zvláštní posunky. Proto nedovedl charakterisovati hudbou žádnou z nich. […] pod barevným povrchem básně leží mrtvé nitro v hudbě. […] Zamuzicíroval si jak se mu právě líbilo, tu lépe, tu špatně, nestaral se ani o básníka ani o dramatika ani o traktéra. Vnutil jim nějakou hudbu, a nestaral se, proč jim činí násilí. Psal si své harmonie, jistě i vtipné a důmyslné místy, své sladké do nekonečna zpívající melodie a vše podepřel vkusnými a nevtíravými barvami orchestrálními. Své poslání vykonal tak k spokojenosti mnohých z širšího posluchačstva…“
Kritiky chválily dobrou deklamaci, vkusnou instrumentaci („ukázněná hospodárnost v instrumentaci, daleká všech bizzarností a vší přecpanosti“), celkovou technickou vyspělost a „hudební solidnost“. Shodovaly se na výčitce eklekticismu a hledaly v Roobově hudbě nejrůznější vlivy od Smetany a Wagnera po Strausse a Pucciniho. Za nejlepší místo opery označil Adolf Piskáček sbor Ó úžas, div, hle srdce z jantaru, zpívaný za scénou.
Úspěšná inscenace na Královských Vinohradech vzbudila zájem o tuto operu dalšími českými divadly. Na sezónu 1920/21 a poté na sezónu 1921/22 ohlašovalo nastudování Srdce Pikangova Národní divadlo v Brně (v kombinaci s Pomstou Catullovou Osvalda Chlubny), k uvedení však nakonec nedošlo. Realizována však byla inscenace v Národním divadle moravskoslezském v Ostravě (dirigent Mirko Hanák, režie a výprava Rudolf Fejfar), která měla premiéru 1. února 1923 a v kombinaci s populárními Leoncavallovými Komedianty dosáhla šesti představení. Roku 1930 tuto operu uvedla Východočeská divadelní společnost, kterou tehdy vedl tenorista Vladimír Wuršer, původní představitel Pikanga ve vinohradské inscenaci, který si tuto roli zopakoval i zde (premiéra v Hradci Králové). Díky této inscenační historii bylo Srdce Pikangovo jednoznačně nejúspěšnější z Roobových jevištních děl.
Klavírní výtah opery byl vydán roku 1924 v Barvitiově nakladatelství.
Setkání s Gustavem Roobem v polovině 20. let popisuje Amálie Kutinová ve své knížce Gabra a Málinka v Praze (1942); zmiňuje jeho potíže s odbytem svých oper i vzpomínky na uvedení Srdce Pikangova na Vinohradech a naději na jeho uvedení v Plzni.

## Osoby a první obsazení
| osoba                            | hlasový obor | premiéra (14. srpna 1918) |
| -------------------------------- | ------------ | ------------------------- |
| Král Čan-Wang                    | baryton      | Bohumil (Mílo) Luka       |
| Takia, milostnice králova        | soprán       | Božena Petanová           |
| Pikang                           | tenor        | Vladimír Wuršer           |
| Mandarin Huang                   | bas          | Václav Zatíranda          |
| Náčelník stráže                  | bas          | Josef Peršl               |
| Lid, stráže                      |              |                           |
| Dirigent: Karel Nedbal           |              |                           |
| Režie: Vladimír Wuršer           |              |                           |
| Výprava: Alexandr Vladimír Hrska |              |                           |

## Děj opery

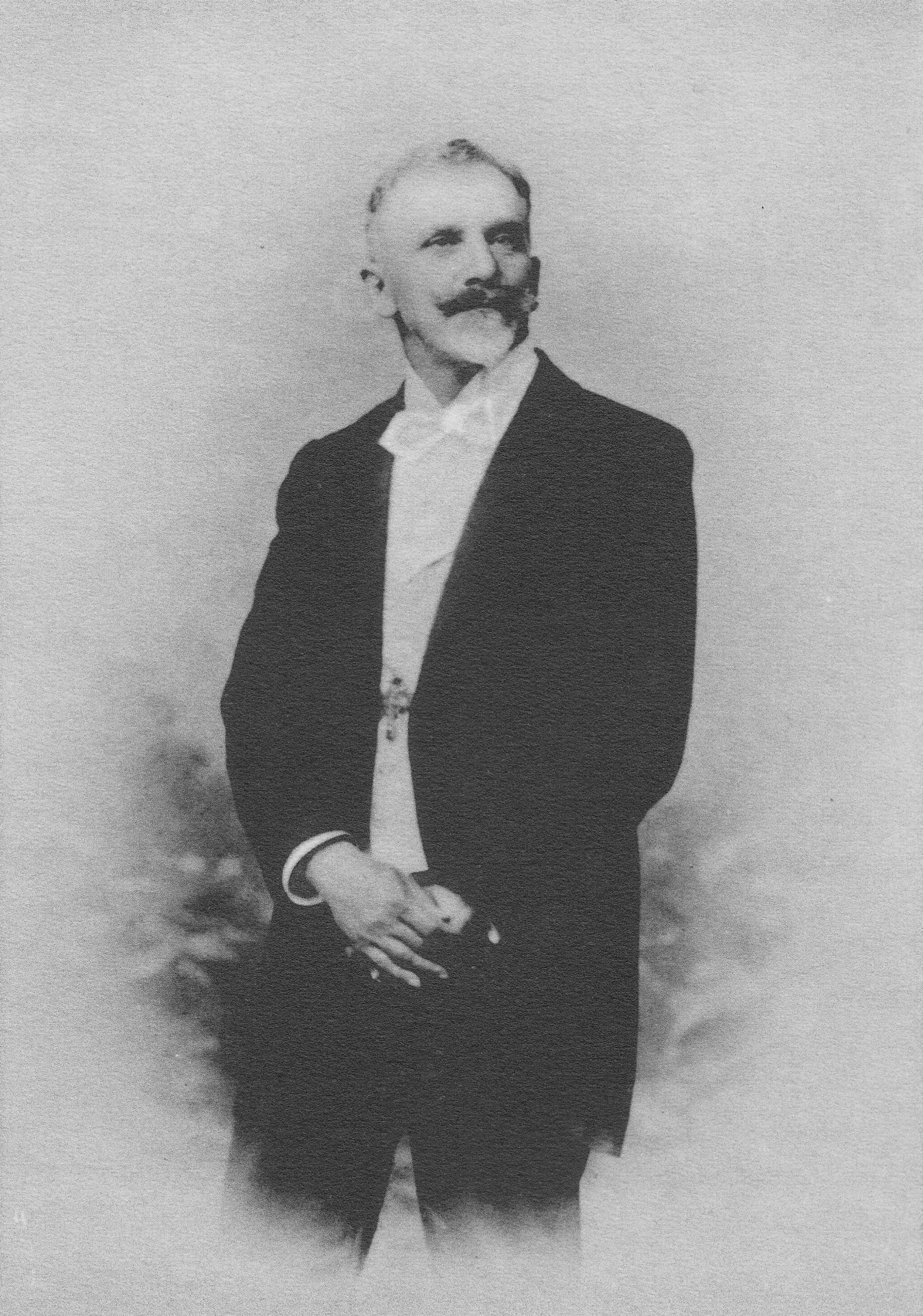
Básník Julius Zeyer, fotografie z roku 1896

(Odehrává se v hlavním městě čínském v neurčené době.)
Král Čan-Wang tráví čas v komnatě svého paláce se svou milenkou Takiou. Ta si stěžuje na vůni nesčetných květin, které králi pod okna přinesli obyvatelé města. Jak hlásí mandarin Huang, lid si přeje dosvědčit králi svou lásku. Stejnou podlézavou úctu prokazuje Čan-Wangovi i Huang; jen Takia se jízlivě vysmívá lidu, jenž se klaní nejen králi, který ho utlačuje ještě krvavěji, než tak činili jeho otec a děd, ale dokonce i jí, bezectné milostnici. Čan-Wang jí za její opovážlivá slova hrozí, ale Takia se ho nebojí – kolikrát už myslela na to, jak ho zabít, ale raději prý milovat jeho jako nestvůru než ty, kdo se před tyranem hrbí. Čan-Wanga na Takii právě její zášť vzrušuje, ale Takia tvrdí, že by byla schopna i pravé lásky, kdyby našla „pravého člověka“. Vypravuje králi sen, v němž bloudila vyprahlou krajinou, až potkala urostlého muže a ten sestřelil šípem žhnoucí slunce, jehož krev zalila svět – Takii však s opovržením odvrhl. I jen myšlenka na člověka, který by před ním stál zpříma, krále popudí.
V tom je zvenčí slyšet hluk. Jak vysvětluje náčelník stráže, přivlekl sem lid jakéhosi rouhače, který při králově příjezdu do města odmítl ozdobit svůj dům na počest květy. Čan-Wang ho káže předvést. Předstoupí Pikang, filosof. Nebojí se krále a klidně vysvětluje, že nezdobil dům, protože nespatřoval důvod k radosti. Vmete Čan-Wangovi do tváře výčitku, že již dvacet let svůj lid nelidsky týrá. Král jej chce dát odvést na smrt, ale Takia ho zadrží. Ukazuje Pikangovi předměty, kterými ji velkodušný král obdaroval za jediný úsměv; co by teprve dal Pikangovi, kdyby se uvolil být královým přítelem. Ale Pikang si nad nevěstkou jen odplivne, čímž si hned získá její lásku.
Čan-Wanga kromě uražené ješitnosti popadne i žárlivost. Diví se, že Pikang stále miluje lid, i když ten ho ve své zaslepenosti chtěl právě rozsápat. Je-li Pikang tak dobrým člověkem, chtěl by Čan-Wang vidět jeho srdce, aby zjistil, jak se liší od ostatních. Káže Pikanga odvést na dvůr a Takia z okna sleduje, jak Pikangovi zaživa vyříznou srdce z hrudi. Ale div se stal: Pikangovo srdce je z jantaru a místo krve z něj kanou vonné květy. Když lid vidí tento zázrak, ihned mění své přesvědčení a bere dům tyranského krále útokem – jak říká Takia, našel si novou modlu. Stráž krále varuje, ale Čan-Wang nechce uprchnout a hodlá zemřít v boji. Žádá Takii, aby se zachránila prosbou o milost, ale ta chce rovněž zemřít. Navrší polštáře a závěsy, zapálí je a oba hynou v záři, přičemž se jim zdá, že jsou podobni slunci ve zlatém dešti. Lid nachází jen ohořelé mrtvoly, které vyhazuje na smetiště.